# أليكس جونيور
أليكس جونيور هو لاعب كرة قدم برازيلي في مركز الهجوم، ولد في 1986 في Laranjeiras, Sergipe ‏ في البرازيل. لعب مع نادي اليرموك ونادي ساو كريستوفاو.